# Доломіти Закарпатської області
Доломіти Закарпатської області
Доломіти широко розповсюджені в Рахівському районі. Спектр їх використання надзвичайно широкий. Випалений доломіт стає високоякісним дефіцитним сорбентом і займає друге місце після палигорскітових глин. Чисті різновиди доломітів використовуються для виготовлення високоякісних вогнетривів у металургії, в фарфоро-фаянсовій промисловості, для виготовлення скла і сіталу, як декоративний щебінь і мінеральне добриво для кислих ґрунтів. У районі розвідане Кузинське родовище з запасами 56 млн м³, але воно лежить у межах Рахівського заповідника. Доломіти родовища Малоросошського з затвердженими запасами 3 млн м³ за своїм хімічним складом і фізико-механічними властивостями також придатні для використання у вказаних напрямах.
Доломіти є розкривними породами на Прибуйському родовищі чорних мармуризованих вапняків. Вони є якісною сировиною для виготовлення глазурі для фарфоро-фаянсової промисловості.
Малоросошське і Прибуйське родовище в 2001 р. будуть експлуатуватися ВАТ Діловецький мармуровий кар'єр «Трибушани».
У районі потоку Білого виявлені фосфоровмісні доломіти. Вміст РзОд в пачці доломітів потужністю 40 м становить 12,14 %. Враховуючи надзвичайно високу дефіцитність фосфатних добрив в Україні і їхню надзвичайну важливість у синтезі рослин, необхідно провести широкі пошуки комплексних фосфорно-карбонатних (фосфорно-доломітових) мінеральних добрив у Рухівському районі. Розробку такого родовища буде проводити ВАТ Діловецьке кар'єр «Трибушани».